# Bruk Skalion
Bruk Skalion (engl. Brooke Scullion; Belahi, 31. mart 1999), poznata i mononimno kao Bruk, britanska je pjevačica. Bila je trećeplasirana takmičarka na kraju 9. sezone muzičkog programa . Bila je predstavnica Irske na Evroviziji 2022 — pjesmom That's Rich.

## Biografija

### Rani život
Rođena je 31. marta 1999. godine u Belahiju (Londonderi, Irska, UK). Bila je uključena u izvođačke umjetnosti i sport od rane dobi. U višoj školi, nastupila je u nekoliko mjuzikala. Igrala je u seniorskom timu sport kamogi (klub Volfi touns Džej-Ej-Si).
Bila je studentkinja dramskog odsjeka na Univerzitetu Alster/Megi.

### Karijera

#### 2020:
2020. godine je bila na audiciji za devetu sezonu muzičkog TV programa ; dobila je pozitivan odgovor od svih četvoro sudija i izabrala Megan Trejnor za mentorstvo. Nakon finalnog nastupa na takmičenju, bila je trećeplasirana.
|           | Pjesma | Originalni izvođač(i)    | Napomene                            |
| --------- | ------ | ------------------------ | ----------------------------------- |
| audicija  |        | Luis Kapaldi             | 4 za, tim ’’                        |
| bitka     |        | Adel                     | pobijedila Džordana Filipsa         |
| ispadanje |        | Rijana Miki Eko          | pobijedila Beril Makormak i Oli Ros |
| polufinal |        | Mark Ronson Majli Sajrus | prošla u final                      |
| final     |        | Stivi Niks               |                                     |
| final     |        | Kalvin Haris i Regenboun | duet sa Elom Eri                    |

#### 2022:i Evrovizija
U januaru 2022. godine, Bruk Skalion je odabrana za jednog od šest finalista među takmičarima -a 2022, nacionalnog finalnog izbora Irske, da se odredi predstavnik ove zemlje na Evroviziji 2022. Njena pjesma, That's Rich, pobijedila je na -u, uz osvojenih 28 poena. Bila je bolja za četiri poena u odnosu na izvedbu Ashes of Yesterday Džanet Grogan i Yeah, We're Gonna Get Out of It Majlsa Grejama. Dali su joj 12 poena internacionalni žiri i teleglasanje, te četiri poena žiri u studiju. Tako je bila predstavnica Irske na Evroviziji 2022. u Torinu, Italija (deseti po redu nastup u drugoj polufinalnoj noći 12. maja); nije prošla u finale.

## Privatni život
Osim pjevanja, Bruk Skalion radi i kao lični asistent agenta za nekretnine u Tumiju, okrug Antrim.

## Diskografija

### Singlovi
- 2020:[14]
- 2022:[15]  []
- 2022:[16]

Kaveri
- 2020: The Voice UK /Mark Ronson feat. Majli Sajrus/

## Spoljašnje veze
- Bruk Skalion na sajtu
- Bruk Skalion na sajtu